# Jean de Cabanes
Pour l’article homonyme, voir Joan de Cabanas (écrivain auvergnat).

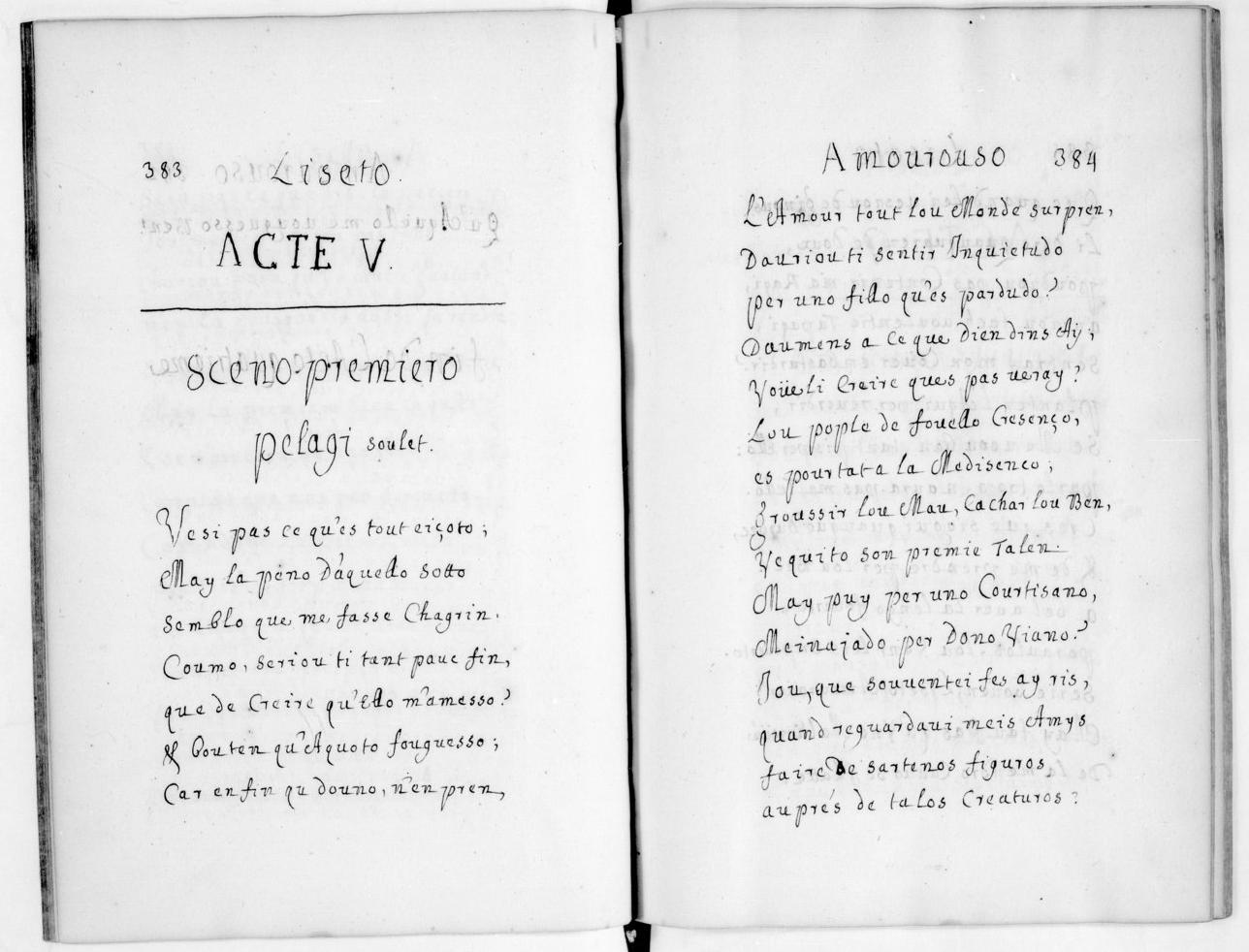
Manuscrit de Jean de Cabanes

Joan de Cabanas (en graphie classique ; en français Jean de Cabanes ou Jean de Cabannes ; Aix-en-Provence, baptisé le 28 mars 1654 - le 26 février 1717) est un écrivain provençal de langue occitane du XVIIe siècle.
Il est l'auteur de contes explicitement inspirés de L'Heptaméron, de pièces de théâtre, d'une évocation poétique de la guerre de 1707 entre la Provence et le duc de Savoie et d'énigmes en vers. Ses œuvres manuscrites furent imprimées en partie après sa mort puis ont été principalement étudiées et publiées par le critique occitan Philippe Gardy.

## Biographie
Jean de Cabannes est né à Aix-en-Provence, fils cadet de l'avocat Jean-Augustin de Cabannes et de Catherine de Tisaty, il dut gagner sa vie et servit dans l'armée du duc de Savoie. La mort de son frère aîné fit de lui l'héritier de son père et le mit à l'abri du besoin et lui permit de se consacrer à l'écriture, comme lui-même le dit en provençal : « Ay de ben, siou content dau miou / Em'aquo me douni carriero / D'escrioüre tout ce que voudray »  (« Ai de ben, siáu content dau mielh / Amb aquò doni carrièra / d'escriure tot ce que vòudrai » en graphie classique)

### Œuvres

#### Théâtre
- Lou Paysan astrologuo.
- Lisetto, ou la Courtisano amourouso
- Lei Bigots
- Lou Jugi avare.
- Marra ou lou Foui sagi

#### Éditions
- Cabanas, Joan de. L'Historien Sincere. Aix-en-Provence : Pontier, 1808 Édition disponible sur books.google.fr.
- Cabanes, Jean de - Jean de Cabanes- . Enigmos, Édition établie par Philippe Gardy. Letras d'òc, 2007.
- Gardy, Philippe. Un conteur provençal au XVIIIe siècle : Jean de Cabanes. Aix-en-Provence : Edisud, 1982. Édition de quelques-uns des contes.